# Quintas del Bosque
Quintas del Bosque ist eine Ortschaft in Uruguay.

## Geographie
Sie befindet sich im südlichen Teil des Departamento Canelones in dessen Sektor 37. Sie liegt östlich von Colonia Nicolich und grenzt im Südosten an den Küstenort Solymar, während östlich Barrio Asunción gelegen ist. In westlicher Richtung liegt in einigen Kilometern Entfernung das Gelände des Aeropuerto Internacional de Carrasco.

## Infrastruktur
Quintas del Bosque liegt an der Nordseite der Ruta Interbalnearia.

## Einwohner
Die Einwohnerzahl von Quintas del Bosque beträgt 57. (Stand: 2011)
| Jahr | Einwohner |
| ---- | --------- |
| 2004 | 39        |
| 2011 | 57        |

Quelle: